# Љу Хајгуанг
Љу Хајгуанг (кин: 柳海光; пин: Liǔ Hǎiguāng; Шангај, 11. јул 1963) је пензионисани кинески фудбалер и центарфор кинеске репрезентације. Крајем 1980-их, заједно са саиграчем Ђа Сјућуеном наступао је за ФК Партизан из Београда. Био је један од првих кинеских играча који су играли у Европи и први кинески фудбалер који је постигао гол у Купу УЕФА.

## Биографија
Хајгуанг је рођен у Шангају, а фудбал је почео да игра када је имао 9 година. ФК Шангај Шенхуа придружио се са 11 година, а у јуниорски тим улази 1978. године. Наредне године постаје дио омладинског тима Шангаја у учествује на омладинском фудбалском такмичењу Четврте националне игре. И наредне године наступа за омладински тим Шангаја на Међународном фудбалском такмичењу Омладински куп. Од 1982. наступа за први тим ФК Шангај Шенхуа. Награду за најбољег стријелца у Националној А лиги добија 1986. године са 34 гола у тиму Шангаја. На позивном турниру Купа краљице Тајланда који је одржан на Тајланду са Шангајом осваја прво мјесто. Две године касније, заједно са Ђа Сјућуеном одлази у СФРЈ гдје наступа за београдски ФК Партизан. До овог трансфера дошло је у оквиру плана спортске и културне размјене између Кине и Југославије. Иако је због велике конкуренције Хајгуанг  ређе улазио у игру, обојица су освојила симпатије партизанових навијача па су добили и српске надимке. Тако је Љу Хајгуанг постао "Љуба", а Ђа Сјућуен "Чава". Хајгуанг је за Партизан одиграо само шест утакмица и постигао три гола. Наступио је и у 12 пријатељских утакмица у којима је постигао 15 голова. Један од његових лигашких голова је ушао у историју јер је постигнут након само 45 секунди игре и постао је најбржи го те сезоне  у југословенској лиги. Са Партизаном је освојио друго мјесто у Првој лиги Југославије у сезони 1987/88. Хајгуанг је постигао гол у Купу УЕФА на домаћем терену против Славије из Софије, Бугарска, поставши први кинески играч који је постигао гол у овом такмичењу. У Кину се враћају 1989. и постају међу првим кинеским играчима који су играли за неки европски клуб.
За омладинску репрезентацију Кине први пут је наступио 1979. Са омладинском репрезентацијом осваја друго мјесто на Азијском омладинском купу 1982, што је омогућило Кини да учествује на Свјетском првенству за младе које је одржано у Мексику. Ово је био први пут кинеска фудбалска репрезентација учествује на свјетском такмичењу. Наредне године Љу Хајгуанг је постао репрезентативац. Са репрезентацијом 1984. одлази у Сингапур гдје учествују на Купу Азије. Кинеска репрезентација је у финалу изгубила од Саудијске Арабије резултатом 2:0 и освојила друго мјесто. Ово је био до тада највећи успјех Кине у фудбалу. Наредне године Хајгуанг је са репрезентацијом учествовао на Универзијади у Кобеу и освојио бромзану медаљу. Током 1987. године кинеска фудбалска репрезентација је покушала да се квалификује за Олимпијске игре у Сеулу 1988. У финалној квалификационој утакмици у Токију, Кина је морала да побједи. На крају, Хајгуанг је постигао гол и помогао Кини да победи Јапан са 2:0. Наредне године изабран је међу „Десет најбољих националних спортиста“. За репрезентацију Кине постигао је 36 голова.
Током 1991. године објављује да се повлачи из професионалног фудбала. Отворио је четири фудбалске академије за дјецу и покренуо компанију за пречишћавање воде. За предсједника фудбалског савеза Шангаја изабран је 11. маја 2020. године.